# Nydia Velázquez
Nydia Margarita Velázquez, född 28 mars 1953 i Yabucoa, Puerto Rico, är en amerikansk demokratisk politiker. Hon är ledamot av USA:s representanthus sedan 1993. Från och med 2013 representerar hon delstaten New Yorks sjunde distrikt. Innan dess var hennes kongressdistrikt New Yorks tolfte.
Velázquez utexaminerades 1974 från Universidad de Puerto Rico (UPR). Hon avlade 1976 masterexamen vid New York University. Hon undervisade fram till 1981 vid UPR och sedan 1981-1983 vid City University of New York. Hon var 1983 medarbetare åt kongressledamoten Edolphus Towns. Hon var 1984 ledamot av New York City Council.
Velázquez blev invald i representanthuset i kongressvalet 1992. Hon har omvalts tretton gånger.
Velázquez är katolik. Hon är gift med Paul Bader.